# Jindřich Panský
Jindřich Panský (* 29. července 1960, Plzeň) je český stolní tenista.

## Kariéra
V devíti letech začal hrát za Lokomotivu Plzeň. V 15 letech se stal krajským přeborníkem, v sezóně 1976–1977 přestoupil do týmu Slavia Vysoké školy. Od sezóny 1985–1986 hrál za Spartu Praha. V reprezentaci se poprvé objevil již v roce 1977. S reprezentací se rozloučil na MS 1989 v Dortmundu a poté začal hrát v několika německých klubech. Ve svých 41 letech se ještě vrátil do nejvyšší domácí soutěže a jako hrající trenér hrál v české extralize za pražský klub Factory Pro. Od roku 2003 se vrátil hrát do Německa, přitom trénoval pražský klub El Niňo. Naposledy oblékal dres PSV Post Mühlhausen v druhé bundeslize.
Od sezóny 2013–2014 se vrátil do ČR, kde hrál 2. ligu za KT Praha spolu s Milanem Orlowskim, Petrem Javůrkem, Mikem, Staňkem, Kolářem a dalšími hráči. Po postupu KT Praha hrál od sezóny 2014–2015 1. ligu a po postupu KT Praha hraje od sezóny 2016–2017 extraligu. V sezóně 2014–2015 byl trenérem české reprezentace mužů.

## Úspěchy
- 1977 – semifinále na ME juniorů ve dvouhře
- 1978 – juniorský mistr Evropy ve dvouhře
- 1978 – stříbrná medaile na ME juniorů ve čtyřhře
- 1979 – bronzová medaile na mistrovství světa v soutěži družstev
- 1981 – bronzová medaile na mistrovství světa v soutěži družstev
- 1982 – stříbrná medaile na mistrovství Evropy v soutěži družstev
- 1984 – druhé místo v turnaji TOP 12
- 1984 – stříbrná medaile na mistrovství Evropy ve smíšené čtyřhře spolu s Marii Hrachovou
- 1985 – stříbrná medaile na mistrovství světa ve čtyřhře mužů spolu s Milanem Orlowski
- 1985 – stříbrná medaile na mistrovství světa ve smíšené čtyřhře spolu s Marii Hrachovou
- 1985 – druhé místo v turnaji TOP 12
- 1986 – mistr Evropy ve smíšené čtyřhře spolu s Marii Hrachovou